# Batalla de Badajoz (1812)
El Tercer asedio de Badajoz tuvo lugar entre el 16 de marzo y el 6 de abril de 1812. La ciudad de Badajoz fue sitiada por el ejército anglo-portugués bajo el mando de Arthur Wellesley (por aquel momento conde de Wellington). El sitio fue uno de los más sangrientos de las Guerras Napoleónicas, con cerca de 3000 soldados muertos en unas pocas horas de lucha intensa hasta que el asalto llegó a su fin, con la rendición y retirada de la guarnición francesa.

## Asedio
Tras la captura de las ciudades fronterizas de Almeida (Portugal) y Ciudad Rodrigo (España) en sitios anteriores, la fuerza anglo-portuguesa se dirigió a Badajoz a capturar la ciudad y asegurar las líneas de comunicación con Lisboa, la base primaria de operaciones del ejército aliado. Badajoz estaba protegida por unos 5000 soldados franceses al mando del general Armand Philippon, y poseía unas fortificaciones mucho más fuertes que Almeida o Ciudad Rodrigo, con una sólida muralla cubriendo numerosos fuertes y bastiones. La ciudad ya se había enfrentado a dos sitios sin éxito y estaba bien preparada para un tercer intento, con las murallas reforzadas y algunas áreas alrededor de las murallas inundadas o minadas con explosivos potentes.

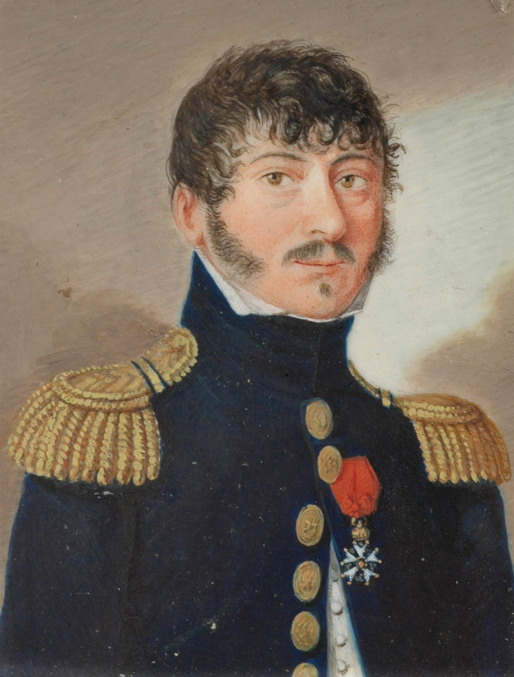
General Armand Phillipon, gobernador francés de la plaza de Badajoz

El ejército anglo-portugués, de unos 25 000 hombres, sobrepasaba en mucho a la guarnición francesa en una proporción de 5 a 1, y tras rodear la ciudad, empezó a instalar el sitio preparando trincheras, paralelos y movimientos de tierra para proteger a la artillería pesada. Mientras se desarrollaban los movimientos de tierras, los franceses hicieron varias incursiones para intentar destruir las líneas avanzadas hacia la muralla, pero fueron repetidamente repelidas por los tiradores británicos y contraatacados por la infantería.
Con la llegada de los obuses de 18 y 24 libras, los aliados empezaron un intenso bombardeo de las defensas de la ciudad mientras uno de los bastiones defensivos (el fuerte de la Picuriña) era tomado por los casacas rojas del General de la 3.ª División Thomas Picton. La captura del bastión permitió movimientos de tierra más extensos y pronto un laberinto de trincheras fue acercándose sigilosamente a las altas murallas de piedra, mientras los cañones continuaban disparando a las murallas.
El 5 de abril habían sido abiertas dos brechas en la muralla (entre los bastiones de Santa María y el de La Trinidad) y los soldados se prepararon para asaltar Badajoz. La orden para atacar fue retrasada 24 horas para permitir que se hiciera otra brecha en la cortina de la muralla. Se empezaron a filtrar noticias a los aliados de que el Mariscal Soult estaba en marcha para reforzar la ciudad y se dio la orden de lanzar el ataque a las 22:00 horas del 6 de abril de 1812.
La guarnición francesa, consciente de su situación, minó las grandes brechas de la muralla y se preparó para el inminente asalto.

## Asalto

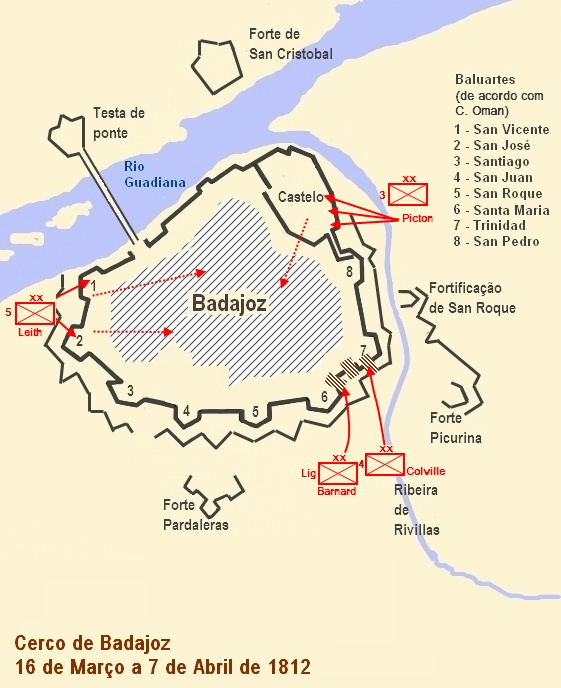
Cerco de Badajoz.

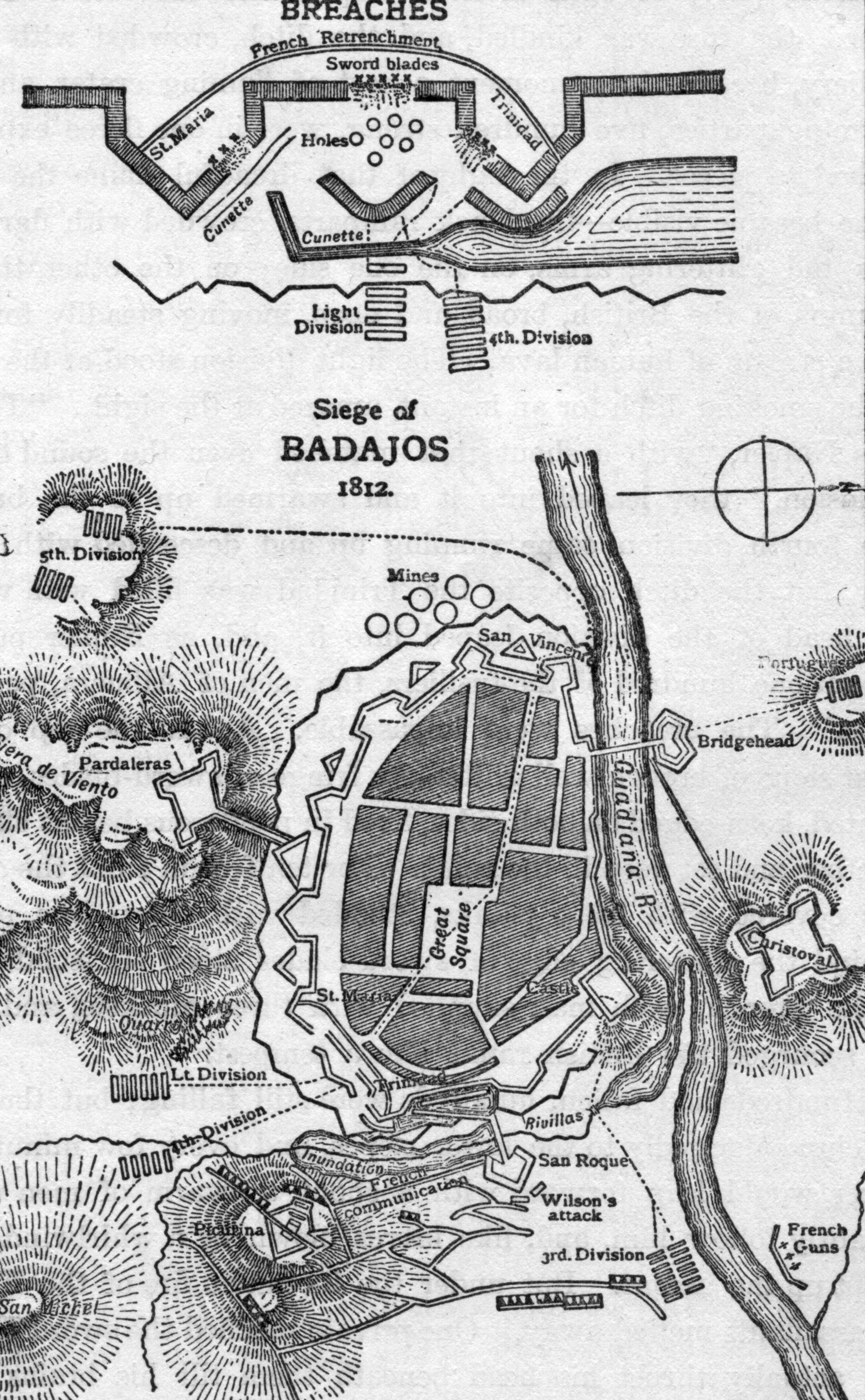
Diagrama del sitio de Badajoz.

Con tres grandes brechas en la muralla y el mariscal Soult en marcha para socorrer a la ciudad, Wellesley ordenó a sus regimientos asaltar la ciudad a las 22:00 del 6 de abril y las tropas se adentraron con escalas y diversas herramientas.
Los primeros hombres en asaltar la brecha fueron los Forlorn Hope — en el Ejército británico se denominan así a los efectivos de asalto, generalmente voluntarios con ganas de ascender en la carrera militar y que llevaban a cabo misiones suicidas o de elevadísimo riesgo—, quienes lideraban el ataque principal con la 4.ª división y la División Ligera de Craufurd, mientras se llevaban a cabo ataques de distracción al norte y al este por los soldados portugueses e ingleses de la 5.ª división y de la 3.ª de Picton.
Justo cuando los Forlorn Hope estaban empezando el ataque, un centinela francés dio la alarma. En pocos segundos, los puestos de defensa se llenaron de soldados franceses, que vertían un granizo letal de fuego de mosquete a las tropas en la base de la brecha. Los británicos y los portugueses llegaron en oleada y corrieron hacia la muralla, encarando una asesina descarga de artillería de mosquetes y granadas, piedras, barriles de pólvora con plomo e incluso paquetes de heno ardiendo.
La descarga furiosa de artillería devastaba a los soldados británicos en la muralla, y la brecha pronto empezó a llenarse con muertos y heridos, los cuales tenían que ser sorteados por las tropas de asalto. A pesar de la masacre, los casacas rojas continuaron llegando valientemente en oleadas de gran número, sólo para ser acribillados por descargas sin fin y metralla de granadas y bombas.
En sólo dos horas, unos 2.000 hombres habían muerto o habían sido heridos gravemente en la brecha principal, mientras un número indefinido de la 3.ª división fueron tiroteados en la maniobra de distracción. El propio general Picton fue herido mientras escalaba para intentar llegar a lo alto de la muralla. En cualquier sitio que atacaban, los soldados aliados fueron parados y la carnicería fue tan grande que Wellesley estuvo a punto de parar el asalto, cuando los soldados finalmente se introdujeron en la muralla.
La 3.ª división de Picton finalmente consiguió llegar a la zona de La Alcazaba, situada en la parte más alta de la población, donde los franceses tenían previsto refugiarse en el momento final. Desde allí lograron enlazar con los hombres de la 5.ª división, quienes también estaban intentando adentrarse en la ciudad. Una vez que se introdujeron, los soldados portugueses y británicos estaban en gran ventaja numérica, y los franceses empezaron a retroceder. Viendo que no podían resistir más, el general Philippon se retiró de Badajoz y se dirigió al fuerte de San Cristóbal, situado en la orilla derecha del río Guadiana donde, finalmente, depuso las armas en la mañana del día siguiente.
Al éxito militar le siguieron saqueos en masa y desórdenes mientras los casacas rojas se emborrachaban, y pasaron unas 72 horas hasta que el orden fue completamente restaurado. Entre los civiles españoles que consiguieron sobrevivir estaban Juana María de los Dolores de León, futura mujer del general sir Harry Smith, y su hermana.
Cuando llegó finalmente la mañana del 7 de abril, se reveló junto a la muralla el horror de la matanza. Los cuerpos fueron apilados y la sangre discurría como ríos en las zanjas y trincheras. Cuando vio la destrucción y la masacre, Sir Arthur Wellesley lloró amargamente y maldijo al Parlamento Británico por concederle tan pocos recursos y soldados. El asalto y las escaramuzas anteriores habían causado en el bando aliado unas 4800 bajas. La élite de la División Ligera había perdido al 40% de sus hombres. La toma de Badajoz, sin embargo, se consiguió y aseguraba la frontera hispano-portuguesa. Wellesley podía dirigir ahora sus fuerzas contra las del mariscal Soult en Salamanca.

Asalto a las murallas del castillo de Badajoz, 1812, por José Ferre Clauzel.

## Saqueo
Tras la toma de la ciudad, varias tropas británicas se emborracharon con las reservas de alcohol y empezaron a arrasar Badajoz. Durante el saqueo se vandalizó y robó propiedad privada, hubo violaciones y asesinatos contra la población civil y los soldados que intentaron parar el saqueo fueron heridos.